# 크리스텐 미할
크리스텐 미할(에스토니아어: Kristen Michal, 1975년 7월 12일~)은 에스토니아의 정치인으로 에스토니아 개혁당 소속 의원을 역임했다. 2024년에 카야 칼라스 총리가 유럽 연합 외교 문제·안보 정책 고위대표로 내정되어 사임함에 따라 제20대 에스토니아의 총리에 취임했다. 미할은 2011년부터 2012년까지 법무부 장관, 2015년부터 2016년까지 경제 인프라 장관, 2023년부터 2024년까지 기후부 장관을 역임했다.

## 어린 시절과 교육
미할은 1975년 7월 12일 탈린에서 태어났다. 아카데미 노드(Academy Nord)에서 법학을 공부하고 2009년에 졸업했다. 2009년부터 탈린 대학교 법학대학원에서 법학 석사 과정을 밟고 있다.